# We Need to Do Something
We Need to Do Something és una pel·lícula estatunidenca de terror psicològic del 2021 dirigida per Sean King O'Grady i protagonitzada per Sierra McCormick, Vinessa Shaw, Lisette Alexis, Pat Healy i Ozzy Osbourne. Basada en la novel·la del mateix nom, la pel·lícula se centra en una família atrapada al seu bany durant un tornado. La pel·lícula es va rodar durant la pandèmia de COVID-19 i és la primera producció cinematogràfica de Spin a Black Yarn Productions, amb els seus cofundadors Josh Malerman i Ryan Lewis com a productors.
We Need to Do Something es va estrenar mundialment al Festival de Cinema de Tribeca el juny de 2021, i va ser estrenada en cinemes per IFC Films el 3 de setembre de 2021. La pel·lícula va polaritzar els crítics després de l'estrena, que van elogiar els personatges de la pel·lícula, l'ús de Jump scare i l'actuació de McCormick, però van criticar el seu fracàs per "captar el veritable horror psicològic d'estar atrapat massa a prop de la persona més propera i estimada, sense cap final a la vista".

## Argument
Durant un tornado, l'adolescent Melissa, els seus pares Robert i Diane, i el seu germà, Bobby, es reuneixen al bany.
Un arbre s'estavella per la casa, bloqueja la porta i atrapa la família. Veuen una serp fora. Les tensions augmenten mentre esperen ajuda. L'alcohòlic Robert s'enfada quan pateix abstinència.
Apareix un gos fora de la pantalla. Mentre els nens l'acaricien sense mirar, proclama amb veu masculina que és un "bon noi" i mossega la Melissa, que li arrenca la llengua per l'arrel. La Diane es renta la llengua i la família se la menja.
Els salts enrere mostren la Melissa amb la seva xicota, Amy. La parella és filmada besant-se per l'assetjador d'Amy, Joe, i es veu frustrada per les xafarderies dels assetjadors. L'Amy fa un encanteri a Joe i li demana a la Melissa que desenterri el gos de la família al pati del darrere i li prengui la llengua. Joe mor. L'Amy creu que l'encanteri s'ha equivocat perquè tenia alguna cosa dins.
La serp reapareix i mossega en Bobby. Fora de la pantalla, els homes entren a la casa i disparen o són disparats per un monstre. Bobby mor de la mossegada. La Melissa diu als seus pares que ella i l'Amy van causar els esdeveniments sobrenaturals amb l'encanteri fallit.
Robert, delirant de la abstinència i les tovalloletes alcohòliques, diu que s'han de menjar Bobby. Contesta una trucada al telèfon de la Melissa i torna a tirar el telèfon fora. Crida per les bruixes i colpeja la Diane amb una serp. Melissa el mata a punyalades amb un tros de mirall.
La Diane trenca la paret de maó i se'n va. Melissa es desperta i té una visió d'Amy atacant-la. La Diane torna coberta de sang. Ambdues criden quan alguna cosa xoca dins o fora del bany.

## Repartiment
- Sierra McCormick com a Melissa
- Vinessa Shaw com a Diane
- Pat Healy com a Robert
- John James Cronin com a Bobby
- Lisette Alexis com a Amy
- Ozzy Osbourne com la veu de Good Boy
- Logan Kearney com a Joe

## Producció
La pel·lícula està basada en una novel·la homònima escrita per Max Booth III, que va adaptar la seva pròpia obra a un guió; l'èxit de la novel·la Touch the Night de Booth del 2020, publicada per Cemetery Dance, va ajudar a cridar l'atenció sobre el projecte. Tot i que la novel·la i el guió van ser completat abans del brot de la COVID-19, el director Sean King O'Grady va trobar ressonància a la història amb la resposta dels Estats Units a la pandèmia, dient "Sense abordar directament el malson que estem actualment vivint, Max va crear una al·legoria infernal que encara aconsegueix capturar el trauma col·lectiu que tots estem patint."
La pel·lícula es va rodar completament en un escenari sonor a Michigan propietat de la productora Atlas Industries durant quatre setmanes entre setembre i octubre de 2020; la producció es va dur a terme en secret, sense anuncis sobre el repartiment o l'equip fins que el rodatge ja havia acabat. A causa de la pandèmia de COVID-19 en curs, es van haver de prendre precaucions addicionals, inclòs un nombre mínim de membres de la tripulació.

## Recepció

### Resposta crítica
A l'agregador de ressenyes Rotten Tomatoes, la pel·lícula té una puntuació d'aprovació del 56% basada en 59 crítiques, amb una puntuació mitjana de 6,2/10. El consens dels crítics del lloc web diu: "Tot i que We Need to Do Something pot semblar tan desenfocat com el seu títol, ofereix uns calfreds de gènere estranyament oportuns, amarats d'un temor claustrofòbic."
Meagan Navarro de Bloody Disgusting va donar a la pel·lícula una puntuació de 2,5/5, i va escriure que "demana al seu públic que utilitzi la seva imaginació per a bona part dels horrors que aboquen els seus personatges, ja que la seva història s'explica únicament dins dels límits d'una sola habitació", però va afirmar que "no li interessa oferir cap resposta definitiva, només suggerir simples possibilitats." Jessica Kiang de Variety va dir que la pel·lícula "no aconsegueix capturar el veritable horror psicològic d'estar atrapat a prop del teu ser més proper i estimat, sense cap final a la vista", i va afegir: "Quan, al final de la pel·lícula, sona el to de trucada "Puttin' on the Ritz" d'un telèfon, és difícil escapar de la sospita que hem estat rickrollats."
Enmig de la recepció mixta, l'actuació de McCormick va ser elogiada, amb alguns crítics que la van considerar un moment destacat de la pel·lícula. La revista setmanal Chicago Reader va descriure l'actriu com a "captivadora", i IGN va elogiar la seva visió del personatge, afirmant que "porta els ulls amples i un grunyit de mal humor a la filla adolescent Melissa, el drama intern de la qual està senyalitzat per un armari gòtic rematat per una perruca rosa xiclet."